# 大休上人墓
大休上人墓位于江苏省苏州市吴中区天马山，为苏州市文物保护单位。
大休（1870年－1932年），四川仁寿人，法名演章，清末民初僧侣。曾在1920年代担任寒山寺住持。时年寒山寺破败不堪，大休积极争取社会捐助，得以修缮寺庙，使寒山寺重发荣景。离开寒山寺后他又去到西山包山寺任住持。1932年，大休归隐于灵岩山和天平山之间天马山中的无隐庵，当年冬圆寂。大休善书画诗歌，有《百怪图》、《大休上人遗著》等留世。
大休之墓位于无隐庵旁，由其本人监造，墓志由李根源题写，墓前有“大休息处”四字题。大休墓为山壁一石洞，仅容一人打坐，大休进入后自行关闭石门，即此涅槃。门外有书“无大无小无内外，自休自了自安排。”
文革期间，大休上人墓遭到破坏，仅有数碑留存。2009年，寒山寺等带头出资，修复大休上人墓。